# Вірджинія Сілла
Вірджинія Сілла (фр. Virginie Besson-Silla) — канадська та французька кінопродюсерка.

## Біографія
Вірджинія Сілла народилася в Канаді в Оттаві у сім'ї сенегальського дипломата та французької фізіотерапевтки. У 2004 році одружилася з французьким режисером Люком Бессоном. У пари є троє дітей: Талія, Сатіне і Мао.
У 2010 році журнал Time процитував слова Бессона про те, що Сілла була досконалішою продюсеркою, ніж він сам, і що завдяки їй він зміг зосередитися на режисурі свого найскладнішого в художньому плані, розкішного фільму "Леді" (2011).

## Фільмографія
- 2001:  Ямакасі: Нові самураї
- 2002:  Шкіра ангела
- 2003:  Щастя нічого неварте
- 2004:  Точна копія
- 2005:  Наступного разу!
- 2005:  Револьвер
- 2006:  Кохання та інші катастрофи
- 2007:  Секрет
- 2010:  З Парижа з любов'ю
- 2010:  Неймовірні пригоди Адель Блан-Сек
- 2011:  Леді
- 2013:  Механіка серця
- 2013:  Три дні на вбивство
- 2014:  Люсі
- 2017:  Валеріан та місто тисячі планет
- 2023:  Догмен
- 2025:  Дракула: Історія кохання